# Oichnus
Oichnus es el nombre asignado a un icnogénero que se utiliza para referirse a un conjunto de trazas en sustratos duros, conocidas como bioerosiones, de forma circular, que usualmente atraviesa de lado a lado el sustrato perforado. Se los halla normalmente en conchas de moluscos como bivalvos y gastrópodos, aunque también en cirrípedos, serpúlidos, escafópodos y otros organismos invertebrados.

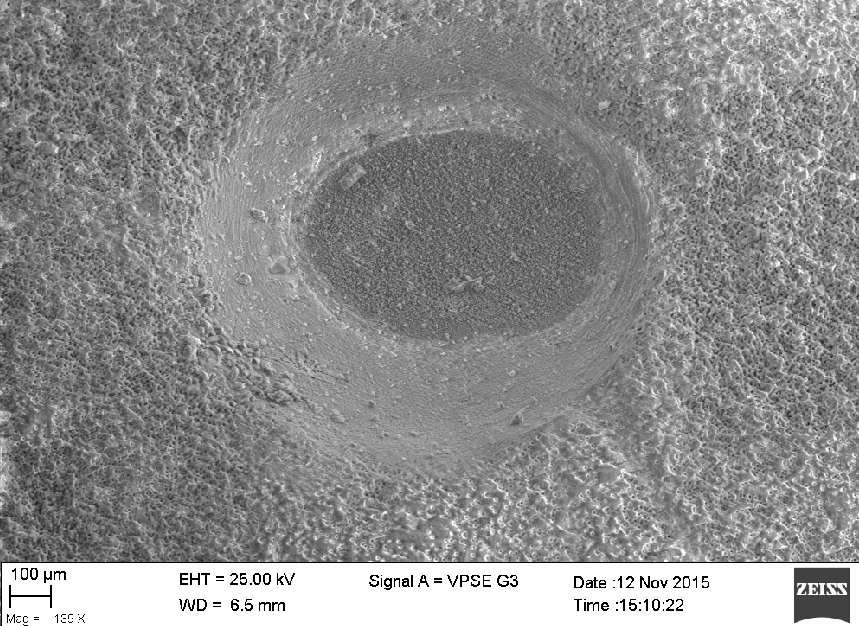
Oichnus simplex incompleto en valva de Nacella magellanica

Las trazas de Oichnus, corresponden mayormente a actividades de depredación en las que el depredador perfora la conchilla de la presa para alimentarse de ella. De este modo, a partir del estudio de este tipo de marcas se puede abordar la investigación de la incidencia de las interacciones bióticas, en este caso, la depredación, sobre la biodiversidad y la evolución.

## Diagnosis del icnogénero
Oichnus fue definido por el investigador inglés Richard G. Bromley en el trabajo titulado "Concepts in ichnotaxonomy illustrated by small round holes in shells" (conceptos de icnotaxonomía ilustrados por unos orificios circulares pequeños hallados en conchas). En dicho trabajo definió a Oichnus del siguiente modo: "Orificios circulares a subcirculares de origen biogénico perforados en sustrados duros. El orificio puede atravesar el sustrato como una penetración, o puede termnar dentro del sustrato como una depresión somera a profunda, o una excavación corta y subcilíndrica."
Posteriormente, aquellas bioerosiones que no penetraban la concha de manera perpendicular a su superficie fueron separadas de este icnogénero e incluidas en Tremnichnus, por lo que en un trabajo posterior, Bromley publicó una diagnosis nueva: "Orificios circulares a subcirculares de origen biogénico que penetran sustrados esqueléticos de manera perpendicular".

Morfología de diferentes especies de Oichnus
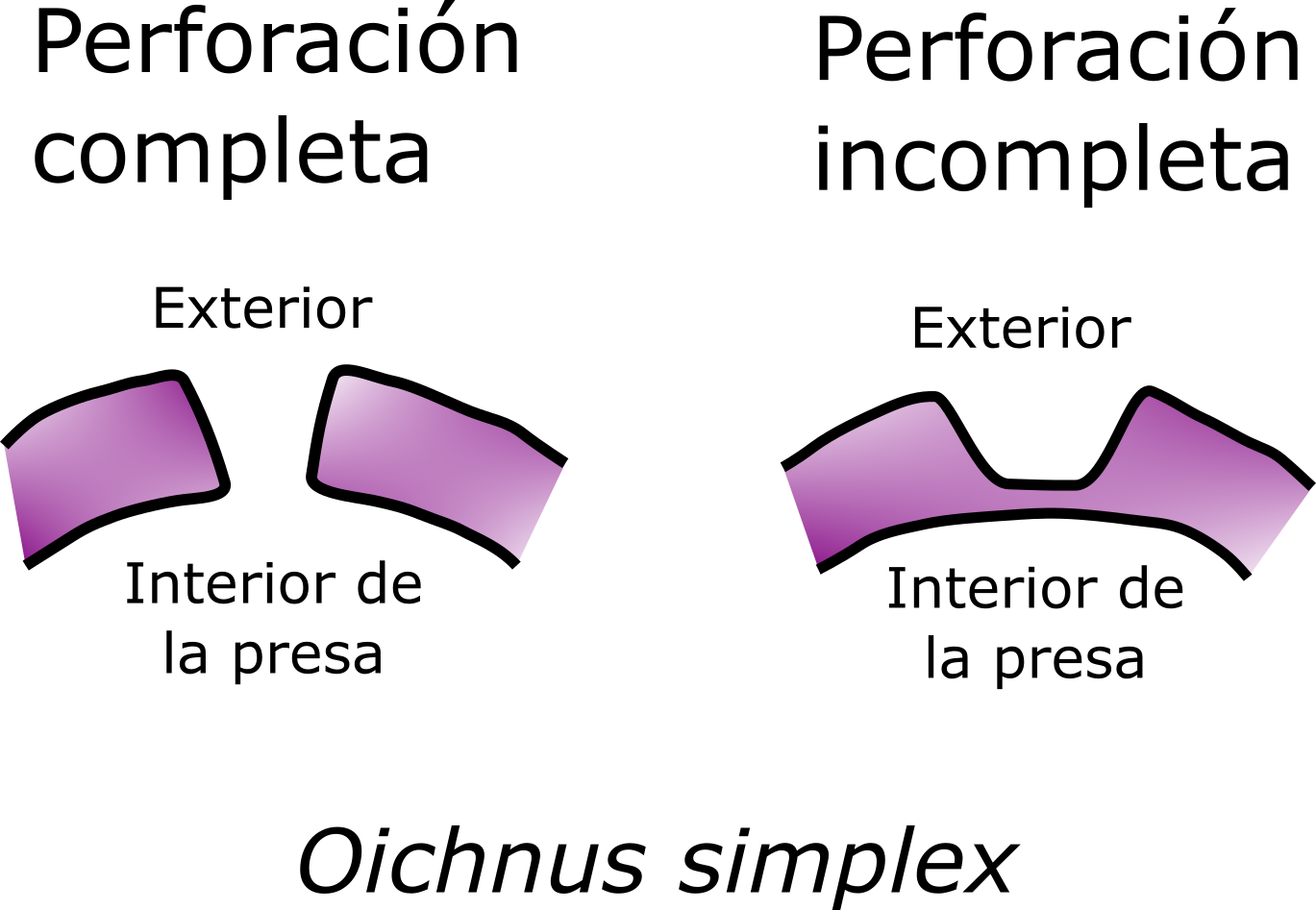
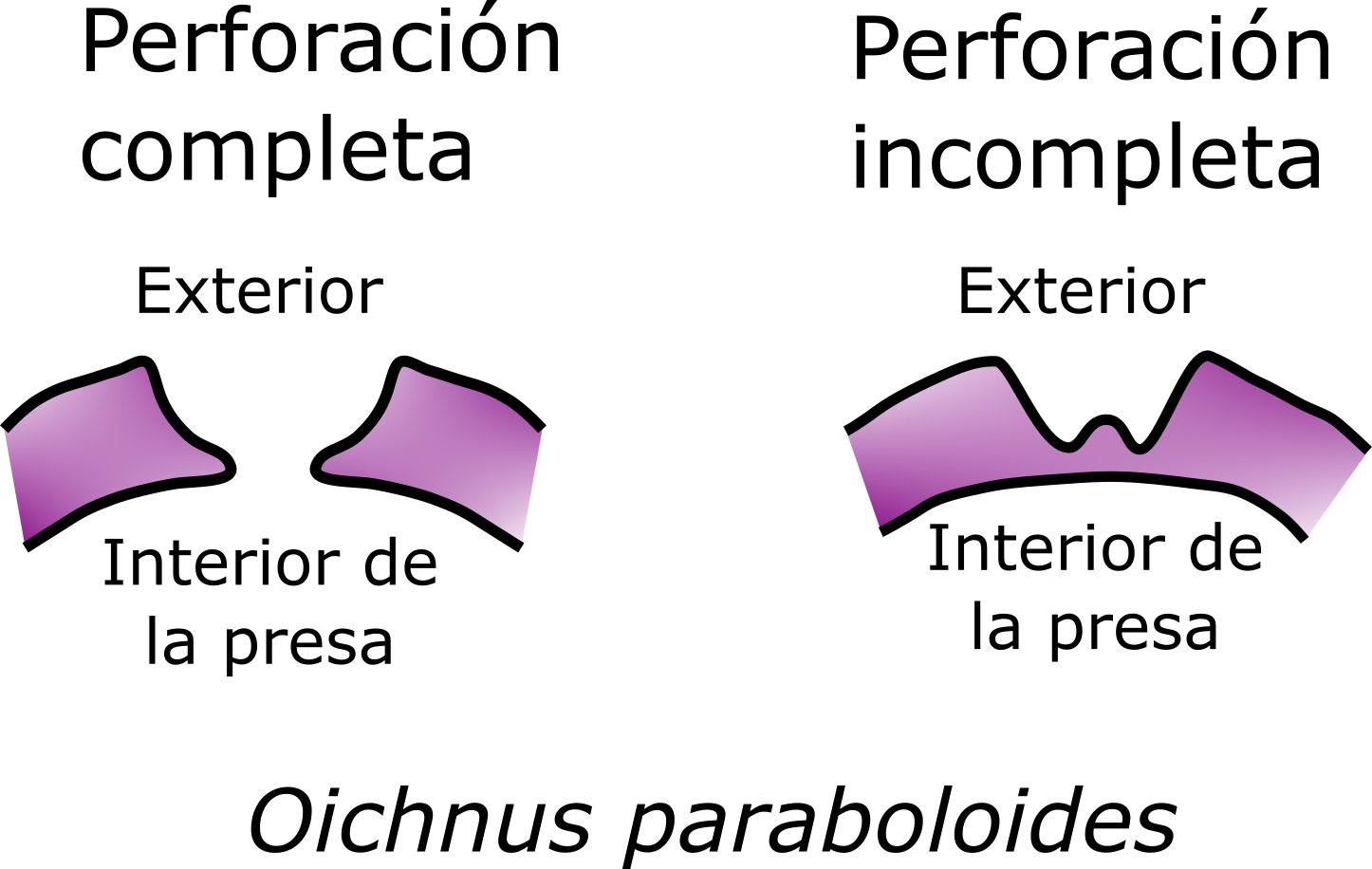
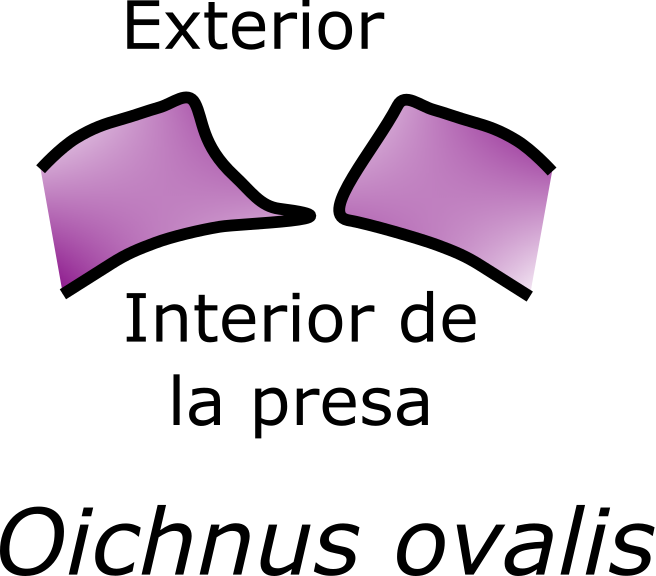

## Icnoespecies
Oichnus cuenta con variaciones, que son consideradas como icnoespecies.
- Oichnus simplex se caracteriza por presentar un contorno circular a levemente ovalado, las pareces del orificio son rectas e inclinadas, de modo que el orificio externo, tiene menor diámetro que el orificio internio, que da hacia el interior de la presa (ver la figura del orificio completo). A su vez, en los casos en los que el orificio está incompleto (por ejemplo, porque el depredador fue removido por el ojeaje o por otro depredador), el fondo del mismo es plano o levemente cóncavo,  como se puede observar en la figura inferior. Los gastrópodos de la familia Muricidae usualmente dejan marcas de este tipo en su actividad de perforación.[1]
- Oichnus paraboloides, al igual que O. simplex, se caracteriza por presentar un contorno circular a levemente ovalado, aunque se diferencia en que en esta icnoespecie las paredes son curvadas, con forma parabólica. A su vez, los orificios incompletos presentan en el fondo un abultamiento, que es diagnóstico de este icnotaxón. Los gastrópodos de la familia Naticidae usualmente dejan este tipo de bioerosiones en sus presas.[1]